# دکل مهارشده

دکل رادیویی FM و تلویزیون در کریسمس، فلوریدا.
با ارتفاع 1695 ft

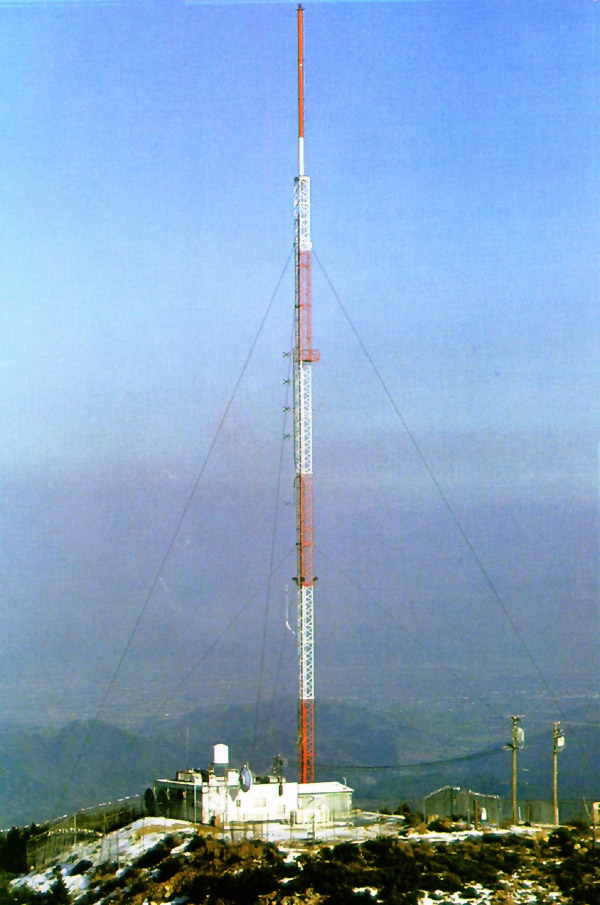
دکل رادیویی مهارشده. اعضای مهار به وضوح قابل مشاهده است.

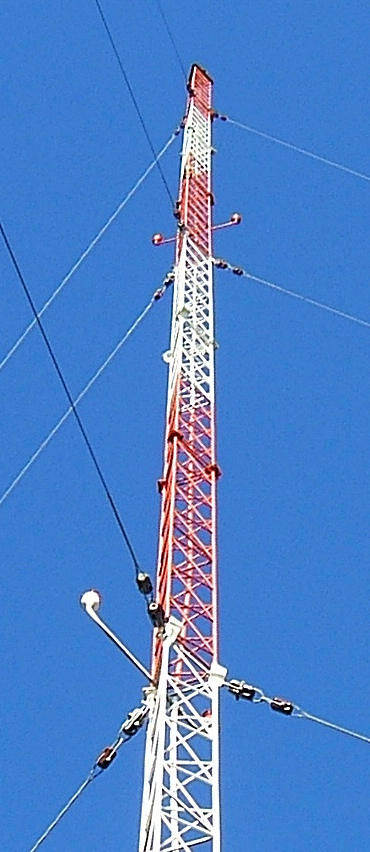
دکل رادیویی با ارتفاع ۲۰۰ فوت (۶۱ متر) ایستگاه رادیویی AM در ماونت ورنون، واشینگتن، ایالات متحده آمریکا، که توسط سه مجموعه از مهارهای ۱۲۰ درجه نگهداشته شده‌است.

دکل یا برج مهارشده یک سازه باریک عمودی مرتفع است که تأمین پایداری آن توسط اعضای مهار (کابل‌های کششی مورب متصل به زمین) صورت می‌گیرد. دکل به تنهایی فقط توانایی تحمل وزن خود را به صورت نیروهای فشاری دارد، اما برای پایداری جانبی نیاز به تکیه گاه جانبی دارد. برای تأمین پایداری جانبی آن توسط اعضای مهار، لازم است که کابلهای مهاری صاف و مستقیم بمانند تا در برابر نیروهای جانبی مانند بارهای ناشی از باد مقاومت کنند. کابلهای مهاری معمولاً در زوایای مساوی نسبت به پایه سازه قرار می‌گیرند.
دکل‌های مهارشده برای مخابرات، قایقرانی و هواشناسی استفاده می‌شوند. بلندترین دکل مهارشده در حال حاضر با ۲٬۰۶۳ فوت (۶۲۹ متر) ارتفاع، دکل کی‌وی‌ال‌وای-تی‌وی (KVLY-TV) در نزدیکی بلانچارد، ,واقع در داکوتای شمالی ایالات متحده آمریکا می‌باشد.
دو نوع دکل مهارشده وجود دارد. نوع اول، برج نیمه مهارشده است و سازه ای است که از یک دکل مهارشده در بالای یک برج پایدار مستقل تشکیل شده‌است. مهارها ممکن است به بالای سازه پایدار مستقل یا روی زمین متصل شوند. یک برج معروف از این نوع برج گربراندی است. نوع دیگر دکل مهارشده، برج با مهار اضافی است که خود آن یک برج پایدار مستقل است که یا به‌طور موقت برای افزایش پایداری، به عنوان مثال در حین ساخت و ساز، یا برای انتقال نیروهای برشی جهتی خاص، فقط در یک جهت متصل شده‌است. نمونه ای از این نوع، یک تیر برق در انتهای یک خط انتقال برق است که در آن خط به پایان می‌رسد یا در جهت دیگری امتداد می‌یابد. تیر برق فقط به مهار در یک جهت نیاز دارد تا بارهای جانبی نامتعادل کننده خط انتقال نیرو را در جهت دیگر تحمل کنند.

### کاربرد
دکل‌های مهارشده اغلب برای دکل‌های رادیویی و برج‌ها استفاده می‌شوند. دکل همچنین می‌تواند به عنوان تکیه گاه آنتن‌های رادیویی (برای VHF، UHF و سایر باندهای مایکروویو) که در بالای آن نصب شده‌اند، به کار رود، یا کل سازه دکل می‌تواند به عنوان آنتن دکل مخابراتی (برای VLF، LF، MF) عمل کند. در مورد دوم، دکل باید از زمین عایق شود. دکل‌های مهارشده رادیویی معمولاً به اندازه‌ای بلند هستند که برای جلوگیری از کمانش آن‌ها، به چندین مجموعه از خطوط ۲ تا ۴ تایی مهارکه در ارتفاع‌های مختلف روی دکل متصل می‌شوند، نیاز است. یک مورد استثنا برج بلاو ناکس (به انگلیسی: Blaw-Knox tower) بود که به‌طور گسترده در دهه ۱۹۳۰ مورد استفاده قرار گرفت، و شکل خاص آن که به صورت الماس پهن (لوزی شکل) بود، به آن مقاومت برشی می‌داد که فقط به یک مجموعه از مهار نیاز داشت.
گاهی اوقات از دکل‌های مهارشده برای برج‌های اندازه‌گیری، به منظور جمع‌آوری اندازه‌گیری‌های اطلاعات هواشناسی در ارتفاعات معینی از سطح زمین نیز استفاده می‌شود.
دکل‌های مهارشده گاهی اوقات به عنوان دکل (برج‌های انتقال) مورد استفاده قرار می‌گیرند، اگرچه استفاده از آنها در مناطق کشاورزی مشکل ساز است زیرا شالوده تکیه گاه مهارها مانعی برای شخم زدن می با شند.
دکل‌های بادبانی که بادبان‌های قایق‌های بادبانی را نگه می‌دارند، نیزمعمولاً دکل‌های مهارشده هستند.

### برج با مهار اضافه
برج با مهار اضافه همان دکل مهارشده و با مهاری اضافی است که یک سازه برج مستقل پایدار است.
مهار اضافی می‌تواند به‌طور موقت یا دائم باشد. مهار اضافی موقت زمانی استفاده می‌شود که کار بر روی قسمت‌های استاتیک مربوط به برج انجام می‌شود. مهار اضافی دائمی زمانی استفاده می‌شود که سازه باید نیروهای قوی را در یک جهت خاص تحمل کند - به عنوان مثال، برخی از انواع دکل‌های برق که در آن هادی‌ها جهت خود را تغییر می‌دهند یا خاتمه می‌یابند.
برج‌هایی که آنتن‌های سیم پیچ افقی را حمل می‌کنند، گاهی اوقات با مهار اضافی تقویت می‌شوند. گاهی اوقات برج‌ها در مناطق بادخیز، به منظور مقاومت در برابر تغییرشکلهای زیاد، با مهار اضافی تقویت می‌شوند.
مزیت اصلی مهار اضافی این است که ارزان‌تر از ساخت یک برج بدون نیاز به مهار و کاملاً مستقل است که می‌تواند همان نیرو را تحمل کند. علاوه بر این، امکان ارتقاء بسیار آسان سازه‌های موجود را فراهم می‌کند. عیب مهار اضافی این است که به فضای زمینی بسیار بیشتری نیاز دارد و شالوده مهارهامانع انجام کار کشاورزی در این زمین‌ها می‌شوند. همچنین این خطر وجود دارد که بچه‌ها در برخورد با شالوده مهارها آسیب ببینند، بنابراین محدوده شالوده مهارها باید حصار کشی شوند.

### برج نیمه مهارشده

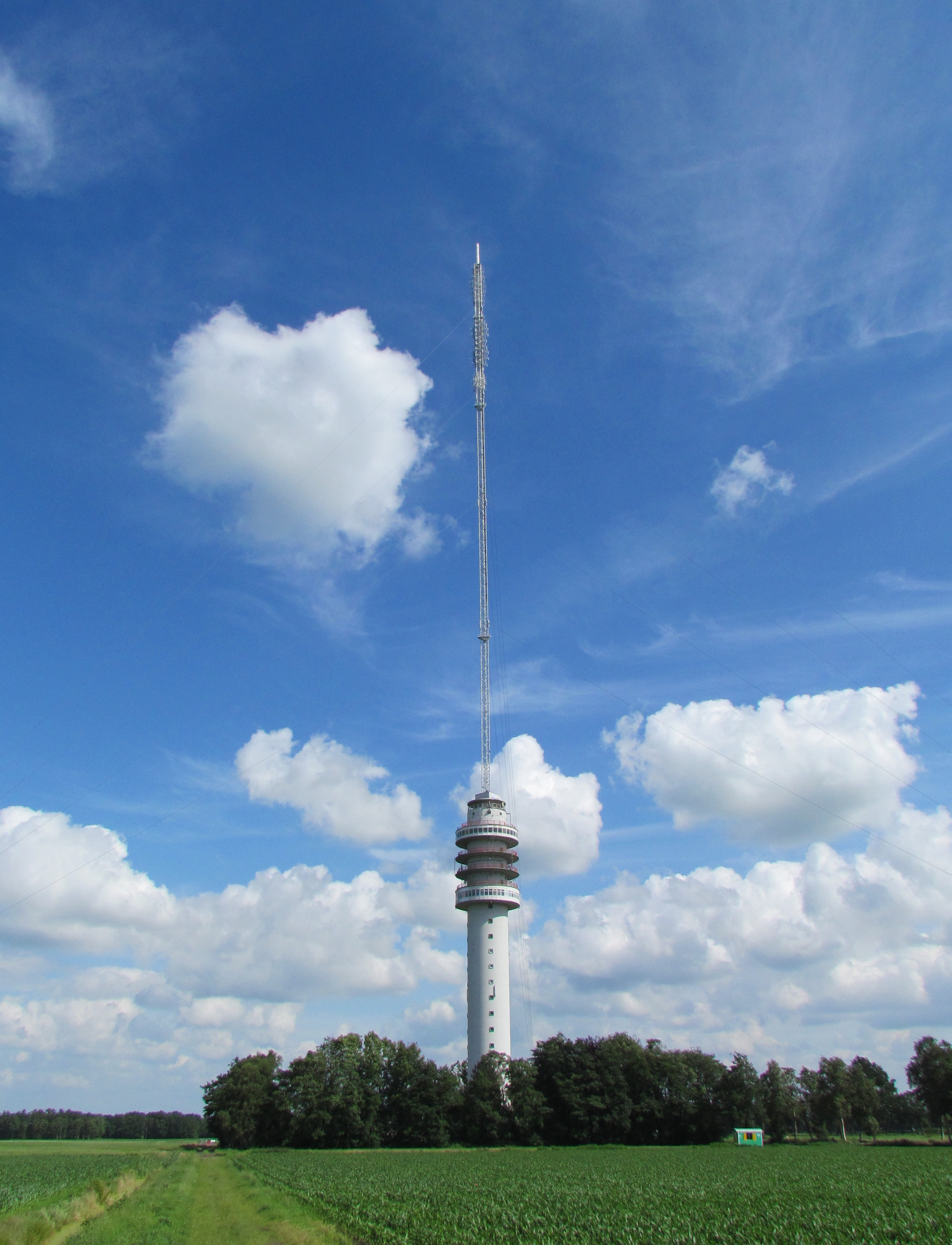
Zendstation Smilde

برج نیمه مهارشده سازه ای به صورت برج است که از یک زیرزمین با سازه پایدار مستقل، که در بیشتر موارد بتنی یا فولادی مشبک است، همراه با یک دکل مهار شده در بالا تشکیل شده‌است. موقعیت بست مهارها ی دکل مهارشده می‌تواند در بالای برج یا روی زمین باشد.

#### کاربرد
برج‌های نیمه مهارشده معمولاً زمانی که به یک برج بسیار بلند برای انتقال امواج FM و تلویزیونی نیاز است، و نیز در عین حال آنتن‌هایی را برای خدمات رادیویی جهت دار در ارتفاع بسیار پایین‌تر حمل می‌کنند، استفاده می‌شوند. در چنین مواردی، آنتن‌های خدمات رادیویی جهت دار در بالای قسمت مستقل برج نصب می‌شوند، در حالی که بالای دکل مهارشده، برای نصب آنتن‌های FM و تلویزیون مورد استفاده قرار می‌گیرد. همچنین می‌توان از آن‌ها برای ارتقاء برج‌های پایدار کوچک (مانند برج‌های آبی) با دکل آنتن بلند برای پخش FM و تلویزیون استفاده کرد. با این حال استفاده از آنها نادر است، و آنها عمدتاً در برخی از کشورهای اروپایی وجود دارند.

#### محل قرارگیری بست مهارها
برج‌های نیمه مهارشده رابر اساس موقعیت قرارگیری بست مهارها، می‌توان به دو نوع تقسیم کرد.

##### بست مهارها در بالای برج خودایستا
دکل‌های مهارشده روی آسمان‌خراش‌ها یا برج‌های عریض‌تر، اغلب بر روی سقف سازه خودایستای زیرین مهار می‌شوند. در چنین مواردی، تفاوت ساختمانی عمده ای بین این دکل مهارشده با دکل مهارشده در روی زمین وجود ندارد و ساخت برج خودایستای زیرین تفاوت چندانی با ساخت برجی با همان ارتفاع برج، ولی بدون دکل در روی آن، را ندارد. دکل مهارشده این گونه سازه‌ها معمولاً ارتفاع کمتری نسبت به برج زیرین دارد.

##### بست مهارها روی زمین
برج‌های نیمه‌مهارشده ای که در آنها حداقل یکی از بست مهارها روی زمین است، نادرتر هستند. قرارگیری شالوده‌ها در یک محدوده هندسی وسیع‌تر، امکان ایجاد یک دکل بسیار بلندتر از برج خودایستای زیرین را فراهم می‌کند، و ادغام برج و دکل باید در تمام جنبه‌های ساخت و ساز در نظر گرفته شود.

### نگارخانه

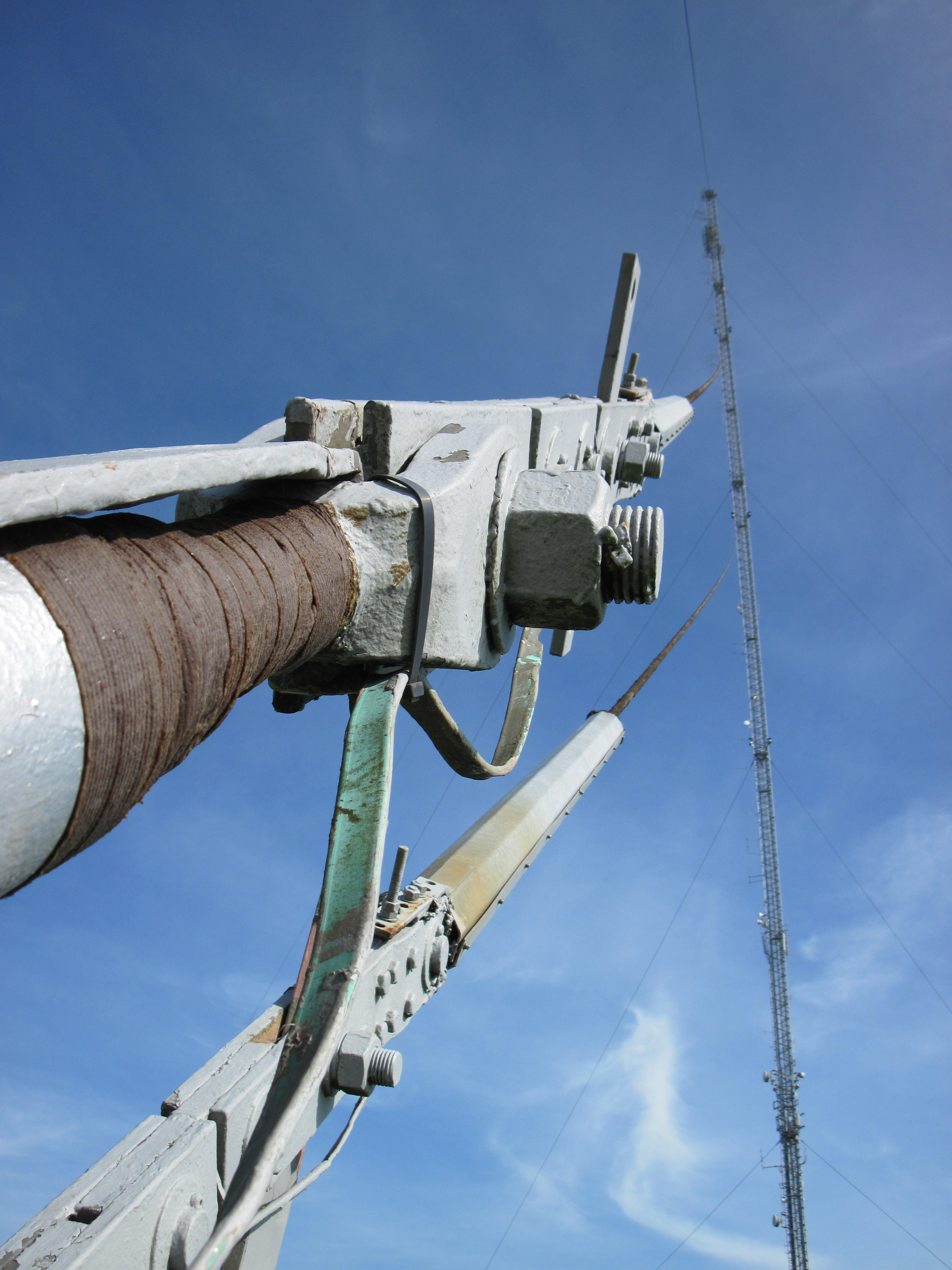
عضو مهار دکل مهارشده

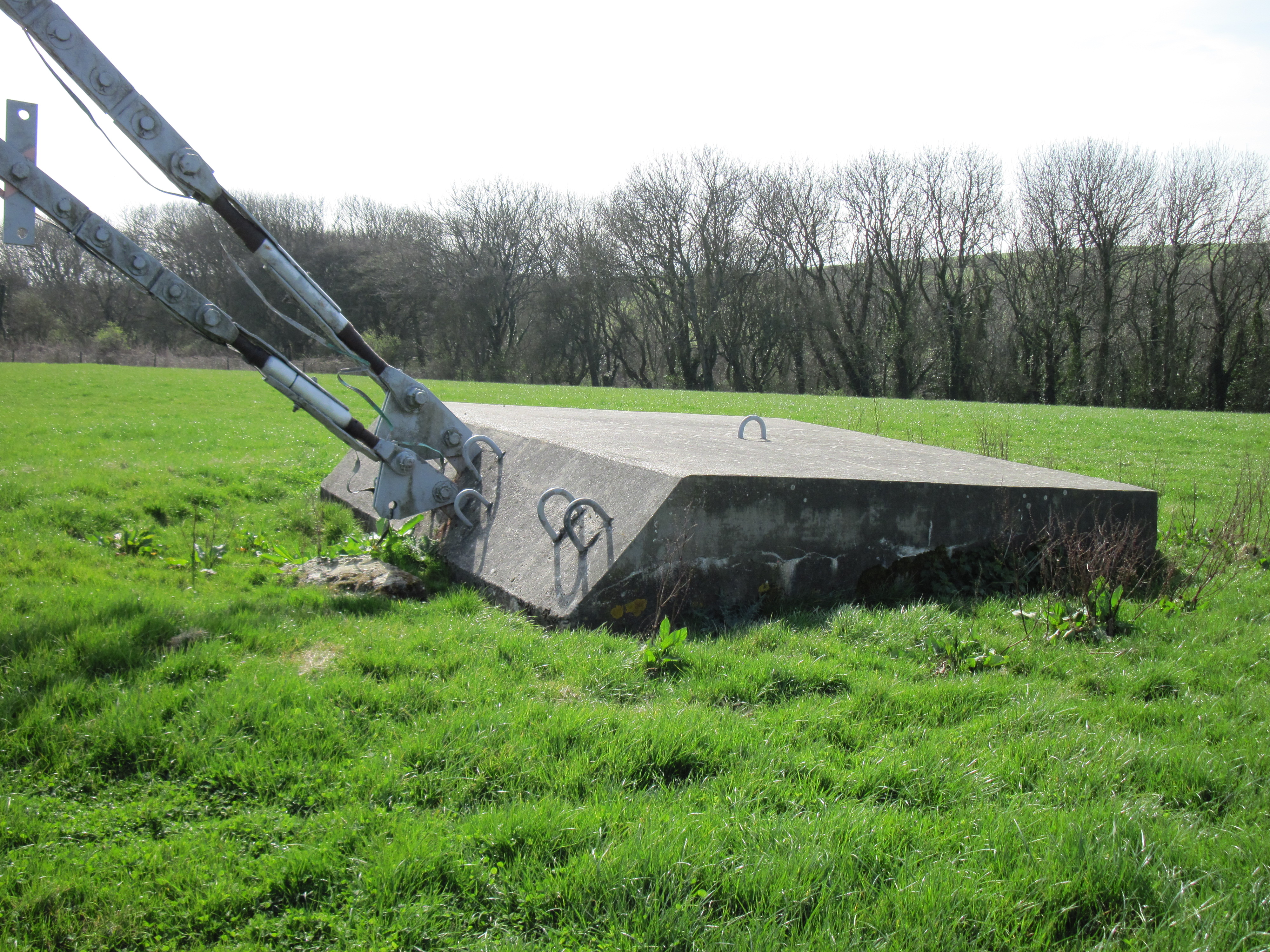
وزنه مهار دکل مهارشده